# Meurtres à Grasse
Pour plus de détails, voir Fiche technique et Distribution.
Meurtres à Grasse est un téléfilm français, de la collection Meurtres à..., écrit par Killian Arthur et Nicolas Jones-Gorlin, réalisé par Karim Ouaret et diffusé pour la première fois, en Suisse, le 23 septembre 2016 sur RTS Un, en Belgique le 30 octobre 2016, sur La Une et en France 15 avril 2017, sur France 3. 

## Synopsis
Lors d'une visite guidée au musée de la parfumerie, à Grasse, Sophie Mournel découvre le corps d'un homme dans une cuve à enfleurage. L'enquête est confiée à la police judiciaire et en particulier au Commandant Marianne Dusseyre, mère du défunt petit ami de Sophie Mournel, qui soupçonne d'abord son ex-belle fille. Mais l'enquête s'oriente rapidement vers la légende de la 13e note, d'origine égyptienne, à cause d'un tatouage sur le corps de la victime.

## Fiche technique[4]
- Réalisation : Karim Ouaret
- Scénario : Killian Arthur et Nicolas Jones-Gorlin
- Premier assistant réalisateur : Jérôme Rafalowicz
- Producteurs : François Aramburu et Pascal Fontanille
- Production : Fontaram Productions, en co-production avec AT-Production et la RTBF et la participation de TV5 Monde[5]
- Photo : Laurent Dhainaut
- Montage :
- Musique :
- Sociétés de production :
- Pays d'origine :  France
- Langue originale : français
- Genre : policier
- Durée : 90 minutes
- Date de diffusion :  
  -  Suisse : 23 septembre 2016, sur RTS Un
  -  Belgique : 30 octobre 2016, sur La Une
  -  France : 15 avril 2017, sur France 3 (rediffusion : 14 février 2020 sur France 3)

## Distribution[4]
- Lorie Pester : Sophie Mournel
- Annie Grégorio : Marianne Dusseyre
- Samy Gharbi : Maxime Mournel
- Éric Viellard : Alain Dorvane
- Sophie de La Rochefoucauld : Hélène Mournel
- Christophe Kourotchkine : Marco Riva
- Olivier Dote-Doevi : Samuel Sellouk
- Catherine Wilkening : Jeanne Monsart
- Roby Schinasi : Paul Monsart
- Clément Brun : Robin
- Nicolas Limery : le policier
- Lucien Hébrant : Daniel Petersen

## Tournage
Le tournage a eu lieu du 23 mars au 17 avril 2016, à Grasse,.

## Autour du téléfilm
Lorie Pester et Samy Gharbi jouent ensemble dans Demain nous appartient depuis 2017.

## Audience
- France : 3,66 millions de téléspectateurs (première diffusion) (17,8 % de part d'audience)[réf. souhaitée]

## Réception critique
Télérama est très critique envers l'épisode de la collection estimant qu'il « manque de tout : d'humour, de rythme, d'originalité » et qualifie le jeu de Lorie Pester de « bien fade ». Le duo Lorie Pester-Annie Grégorio est également critiqué par Le Télégramme, qui estime qu'il « ne fonctionne pas ». Télé Poche n'est guère plus positif parlant d'une « histoire peu crédible, plombée par un scénario mal construit et un casting peu convaincant ». Télé Loisirs se veut nettement plus positif. Paul Serry parle d'un téléfilm « très réussi » qualifiant la réalisation de « soignée » et d'un « duo attachant ».